# Stadenhausen
Stadenhausen (früher: Stadehusen) ist ein Stadtteil der Stadt Laufenburg (Baden) im Landkreis Waldshut in Baden-Württemberg.

## Geografie
Das landeskundliche Informationssystem für Baden-Württemberg beschreibt Stadenhausen als ein „Stadtteil im Südosten auf einer Niederterrasse“.
Stadenhausen liegt südlich von Laufenburg (Baden) direkt am Rhein. Der Stadtweg führt nach Laufenburg (Baden), die Stadenhausener Straße nordwestlich nach Luttingen.

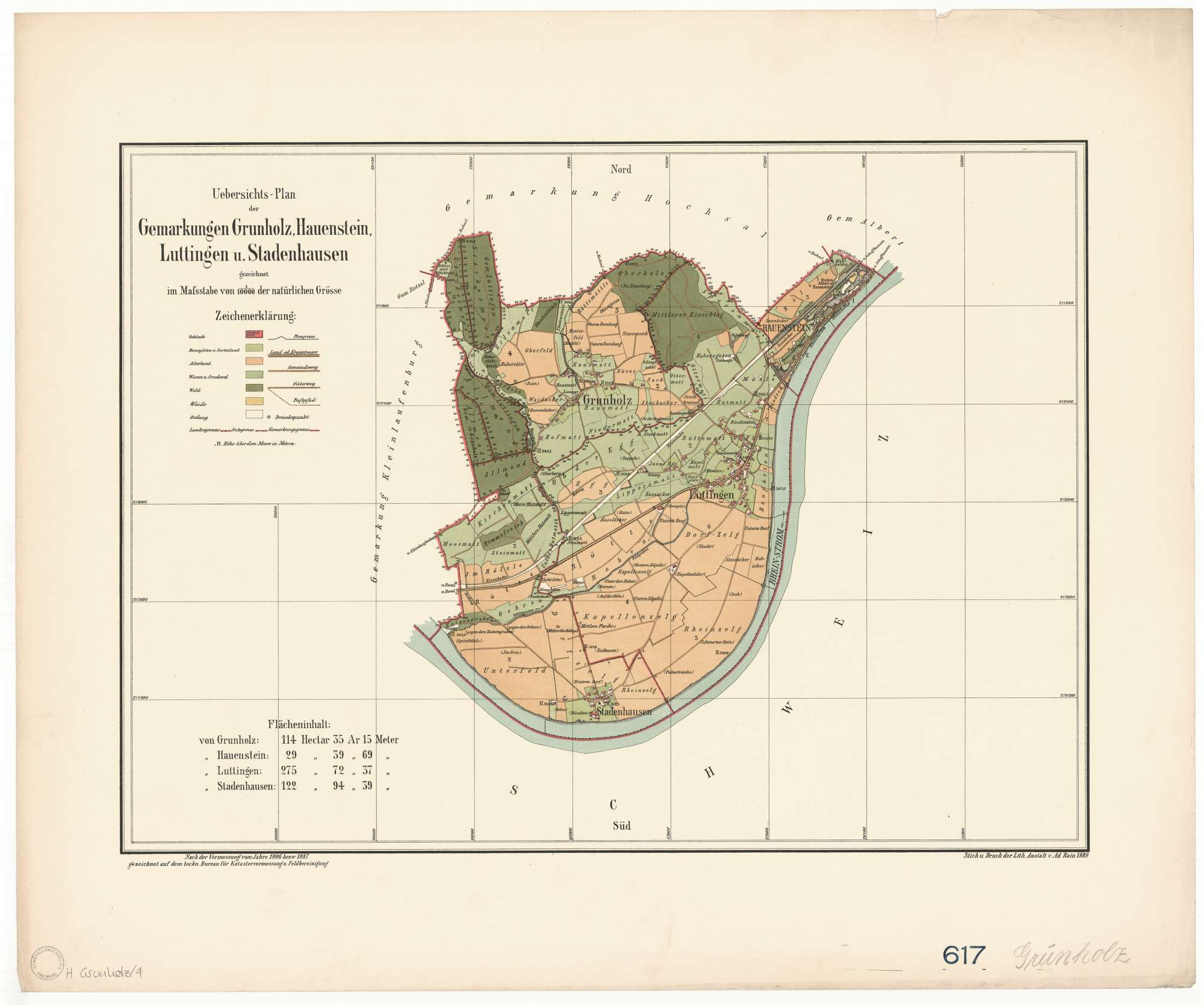
Gemarkung Grunholz, Hauenstein, Luttingen u. Stadenhausen 1890

## Geschichte
Stadenhausen wurde erstmals Anfang des 14. Jahrhunderts unter dem Namen „Stadehusen“, nach der Uferlage, erwähnt. Stadenhausen war eine Ausbausiedlung des frühen Mittelalters. Stadenhausen wird als die Mainau von Laufenburg gepriesen, denn hier gedeiht  in einem besonders begünstigten Klima vorzüglich Kern- und Steinobst sowie Beeren. Im Frühjahr überzieht ein wahrer Blütenzauber die Landschaft.
Habsburg erlangte die Ortsherrschaft zu Stadenhausen wahrscheinlich aufgrund der Vogtei über die hier ansässigen freien Leute. 1325 wird Stadenhausen als Luttinger Ausbausiedlung erstmals erwähnt. Ansprüche Österreichs auf ein hier gelegenes Gut des Stifts Säckingen wurden 1325 zurückgewiesen. Der Ort gehörte zum Waldvogteiamt in der Herrschaft Hauenstein (Einung Hochsal) und fiel 1805 (siehe Frieden von Pressburg) an Baden; Oberamt Säckingen, 1809 an das Oberamt Laufenburg und 1819 an das Bezirksamt Säckingen. 1831 wurde Grunholz als selbständige Gemeinde abgetrennt, 1934 in Laufenburg (Baden) eingemeindet.
Stadenhausen ist der zweitkleinste Laufenburger Stadtteil.

## Sonstiges
Folgendes Videomaterial ist aus der DVD „Zauberhaftes Laufenburg“ bzgl. Stadenhausen vorhanden.